# Eudorcas rufina
Eudorcas rufina — вид газелей роду Eudorcas. Вид відомий тільки по трьох самцях куплених на ринку в Алжирі наприкінці 19 століття. Немає записів з дикої природи. Місце походження зразків невідоме.

## Опис
Вид отримав свою назву за його яскраве червоно-коричневе хутро. Має тонкі (2,5-4 см) чорні смуги по боках, між задніми й передніми ногами. Верхня частина голови, щоки і боки шиї блідо-білуватого кольору, в той час як низ і круп білого кольору. Є бліді смуги, що йдуть від очей до морди, а також рудий хвіст з чорним кінчиком.